# Мігель Анхель Гамбоа
Мігель Анхель Гамбоа (ісп. Miguel Ángel Gamboa, нар. 21 червня 1951, Сантьяго) — чилійський футболіст, що грав на позиції нападника за низку чилійських і мексиканських команд, а також національну збірну Чилі.

## Клубна кар'єра
У дорослому футболі дебютував 1971 року виступами за команду клубу «Аудакс Італьяно», в якій провів два сезони. 
Згодом з 1973 по 1975 рік грав у складі команд клубів «Лота Швагер» і «Коло-Коло».
1975 року перебрався до Мексики, уклавши контракт з «Естудіантес Текос». Своєю грою за цю команду привернув увагу представників тренерського штабу іншого місцевого клубу, «Америки», до складу якого приєднався 1978 року. Відіграв за команду з Мехіко наступні три сезони своєї ігрової кар'єри. Більшість часу, проведеного у складі «Америки», був основним гравцем атакувальної ланки команди. У складі «Америки» був одним з головних бомбардирів команди, маючи середню результативність на рівні 0,36 голу за гру першості.
Протягом 1981—1982 років виступав на батьківщині за «Універсідад де Чилі». А завершив професійну ігрову кар'єру у Мексиці, у клубі «Депортіво Неса», за команду якого виступав протягом 1983—1985 років.

## Виступи за збірну
1974 року дебютував в офіційних матчах у складі національної збірної Чилі.
У складі збірної був учасником розіграшу Кубка Америки 1975 року, де разом з командою здобув «срібло», а також чемпіонату світу 1982 року в Іспанії, на якому взяв участь у двох іграх групового етапу.
Загалом протягом кар'єри у національній команді, яка тривала 10 років, провів у формі головної команди країни 19 матчів, забивши 5 голів.